# 鉄道営業法
鉄道営業法（てつどうえいぎょうほう、明治33年法律第65号）は、鉄道の職制、運転、運送等に関する日本の法律である。
国土交通省鉄道局鉄道事業課が所管する。

## 構成
- 第1章 鉄道ノ設備及運送（1条 - 18条ノ4）
- 第2章 鉄道係員（19条 - 28条ノ2）
- 第3章 旅客及公衆（29条 - 43条）

鉄道運送の安全の確保と円滑な利用のために事業者と利用者（消費者）が守るべきルールを規定し、罰則もある。下位法令に鉄道の施設と車両の構造を定める鉄道に関する技術上の基準を定める省令、運転保安規範を定める運転の安全の確保に関する省令（軌道法の下位法令でもある）、動力車操縦者運転免許に関する省令（軌道法の下位法令でもある）、運賃その他の運送条件を定める鉄道運輸規程などがある。
なお、本法の適用対象は鉄道であり、軌道法上の軌道は対象外である。

## 主な法解釈
- 第15条第2項『乗車券ヲ有スル者ハ列車中座席ノ存在スル場合ニ限リ乗車スルコトヲ得』は、乗車券を持つ乗客には空席に座る権利がある事実を定めるものであり、鉄道事業者に対して空席がなければ客を乗せてはならない義務を課しているわけではないものとされている[1]。
- 第26条『鉄道係員旅客ヲ強ヒテ定員ヲ超エ車中ニ乗込マシメタルトキハ二万円以下ノ罰金又ハ科料ニ処ス』は、旅客の意思に反して定員を超えて乗車させることを指しており、旅客が自分の意思で満員の列車に乗り込もうとする場合には当てはまらないものとされている。押し屋が旅客を列車内に押し込む行為も、旅客が自分の意思で乗車しようとしているのであればこの条文に抵触しないものとされている[2]。
- 第34条『制止ヲ肯セスシテ左ノ所為ヲ為シタル者ハ科料ニ処ス』、同2号『婦人ノ為ニ設ケタル待合室及車室等ニ男子妄ニ立入リタルトキ』、第42条『左ノ場合ニ於テ鉄道係員ハ旅客及公衆ヲ車外又ハ鉄道地外ニ退去セシムルコトヲ得』、第2項『（前略）第三十四条ノ罪ヲ犯シタルトキ』について、国土交通省によると、平成年代ころから導入された通勤列車の女性専用車両に関しては、鉄道会社が利用者にあくまで協力を求めているものであり、適用されない[3]。

## 罰則
主な罰則は以下の通り。各条とも、行為の軽重によっては刑法の（従事者過失）往来危険罪、業務妨害罪、公務執行妨害罪、住居侵入罪、詐欺罪、器物損壊罪が適用される場合もある。なおこれらの罰則について、刑法等の一部を改正する法律の施行に伴う関係法律の整理等に関する法律（令和4年法律第68号）第344条により、懲役を拘禁刑に、罰金等臨時措置法によらず罰金を二万円以下に、科料の「十円以下ノ」という語句を削除するよう改正し、刑法等の一部を改正する法律（令和4年法律第67号）附則第1項本文に規定する日（2025年6月1日）から施行した。
- 鉄道係員職務取扱中旅客若は公衆に対し失行ありたるとき（24条）：2万円以下の罰金又は科料
- 鉄道係員職務上の義務に違背し又は職務を怠り旅客若は公衆に危害を醸すの虞ある所為ありたるとき（25条）：3月以下の拘禁刑又は2万円以下の罰金
- 鉄道係員道路踏切の開通を怠り又は故なく車両其の他の器具を踏切に留置し因て往来を妨害したるとき（28条）：2万円以下の罰金又は科料
- 鉄道係員の許諾を受けすして左（以下）の所為を為したる者：2万円以下の罰金又は科料
  - 有効の乗車券なくして乗車したるとき
  - 乗車券に指示したるものより優等の車に乗りたるとき
  - 乗車券に指示したる停車場に於て下車せさるとき

- 列車警報機を濫用したる者（32条）：2万円以下の罰金又は科料
- 旅客左（以下）の所為を為したるとき（33条）：2万円以下の罰金又は科料
  - 列車運転中乗降したるとき
  - 列車運転中車両の側面に在る車扉を開きたるとき
  - 列車中旅客乗用に供せさる箇所に乗りたるとき
- 制止を肯せすして左の所為を為したる者（34条）：科料
  - 停車場其の他鉄道地内吸煙禁止の場所及吸煙禁止の車内に於て吸煙したるとき
  - 婦人の為に設けたる待合室及車室等に男子妄に立入りたるとき（ただし、現代の女性専用車両には適用されない）
- 鉄道係員の許諾を受けすして車内、停車場其の他鉄道地内に於て旅客又は公衆に対し寄附を請ひ、物品の購買を求め、物品を配付し其の他演説勧誘等の所為を為したる者（36条1項）：科料
- 信号機を改竄、毀棄、撤去したる者（36条2項）：3年以下の拘禁刑
- 停車場其の他鉄道地内に妄に立入りたる者（37条）：科料
- 暴行脅迫を以て鉄道係員の職務の執行を妨害したる者（38条）：1年以下の拘禁刑
- 車内、停車場其の他鉄道地内に於て発砲したる者（39条）：2万円以下の罰金又は科料（ここでの発砲とは、大きな音を出す事である）
- 列車に向て瓦石類を投擲したる者（40条）：科料
- 第四条の規定に違反し伝染病患者を乗車せしめたる者、伝染病患者其の病症を隠蔽して乗車したるとき亦同し（41条1項）：2万円以下の罰金又は科料

## 鉄道と軌道での矛盾
軌道法には、本法のような規定がなく、省令である軌道運輸規程及び軌道係員規程が定める。軌道運輸規程には罰則があるが、それは法律により直接委任されたものではない。諸説あるが、遅くとも、日本国憲法施行の際現に効力を有する命令の規定の効力等に関する法律（昭和22年法律第72号）第1条の規定により、昭和22年（1947年）12月31日限りで、それらの規定が失効している。それ以外にも、鉄道営業法には規制や罰則があるが、軌道法令では対応しなかったため、軌道では適用されないものがある。
|  | 掲載情報に関する注意：以下は本法による規制を述べたものに過ぎず、態様により、刑法上の業務妨害罪などには該当するため、法令に基づき拘禁刑・罰金などの刑事罰や有形力行使を含む強制措置などが行われます。 |

### 本法に対応するものが失効している軌道法令
営業
罰則
- 運送品の種類・性質の詐称。（軌道運輸規程第17条・鉄道営業法第30条に相当）
- 軌道係員の制止に反して客車の乗降口以外からの乗降、旅客の非乗用場所への乗車、喫煙禁止の車内で喫煙。（軌道運輸規程第19条・鉄道営業法第43条に相当）
- 軌道係員の許諾を受けないで新設軌道内への立入。踏切番人の制止に反し踏切道に立入。（同規程第20条・同法第37条に相当）
- 軌道係員による前二条の罪を犯し又は車内に於て秩序を紊る者の車外又は軌道地外に退去。 （同規程第21条・同法第42条に相当）
- 軌道係員の職務の失行。（同規程第22条・同法第24条に相当）

### 軌道法令で対応しなかった例
営業
罰則
- 鉄道係員の許諾を受けずに有効な乗車券を所持せず乗車、乗車券に指示したのより優等の車両に乗車、乗車券に指示した停車場で下車しない場合。（第29条）
- 列車警報機の濫用。（第32条）
- 列車運転中の乗降。列車運転中の側面扉の開放。（第33条）
- 権限ある者から制止を受けたのに従わず、婦人のための待合室・車室に男性が妄りに立入。停車場・鉄道地内の吸煙禁止場所で喫煙。（第34条）
- 鉄道係員の許諾を受けずに車内、停車場その他鉄道地内で、旅客又は公衆に対し寄附を請い、物品の購買を求め、物品を配付しその他演説勧誘等の行為。（第35条）
- 車両、停車場その他鉄道地内の標識掲示の改竄、毀棄、撤去又は灯火を滅し又はその用を失わせること。信号機の改竄、毀棄、撤去。（第36条）
- 暴行脅迫をもって鉄道係員の職務の執行を妨害。（第38条）
- 車内、停車場その他鉄道地内においての発砲。（第39条）
- 列車への瓦石類の投擲。（第40条）
- 鉄道係員による旅客と公衆を車外・鉄道地外への退去。 この場合の支払い済み運賃不還付。（第42条）
- 専用車以外への伝染病患者の乗車、伝染病患者のその病気の隠蔽。この場合の支払い済み運賃不還付。（第40条）

## 問題点
制定年代が古いこともあり、現代の事情にそぐわない条文の存在や、罰則が軽いことによる抑止効果の低さが問題視されている。例えば、第24条『鉄道係員職務取扱中旅客若ハ公衆ニ対シ失行アリタルトキハ二万円以下ノ罰金又ハ科料ニ処ス』は、失行の定義がきわめて抽象的であり、何が違法行為であるかを厳格に規定し明示することが求められる刑罰法規としてそぐわないのではないかとの指摘がある。また、近年多発する線路内立ち入り事件に際し、その影響が大きいにもかかわらず第37条に定められた罰則は『停車場其ノ他鉄道地内ニ妄ニ立入リタル者ハ十円以下ノ科料ニ処ス』と軽く、線路内立ち入りに対する抑止力として作用していないと疑問視されている。ただ、本法の定める罰則が軽いのは、鉄道に関する秩序違反行為を取り締まることが本法の罰則の主目的とされていること、その行為の結果重大な事態が発生した場合、本法ではなく刑法に規定されたより重い罰則を適用することによって処罰すればよいとの解釈によるものとされる。

## 免許・資格
- 動力車操縦者運転免許